# A kívülállók
A kívülállók egy 1983-as filmdráma, amelyet Francis Ford Coppola rendezett. A forgatókönyv S.E. Hinton Kívülállók  című, 1967-es novellája alapján készült. A főbb szerepeket akkoriban ismeretlen és feltörekvő színészek játszották, mint C. Thomas Howell, Emilio Estevez, Matt Dillon, Tom Cruise, Patrick Swayze, Ralph Macchio és Diane Lane. Ez a film Rob Lowe játékfilmes debütálása. 

## Cselekmény
Két Rivális Banda az 1965-ös Oklahomában
Tulsa, Oklahoma, 1965. Két, egymással gyűlölködő rivális banda uralja a várost, és a köztük lévő feszültség mindennapos összecsapásokhoz vezet. Az egyik oldalon a szegényebb negyedek fiataljai, a Greaserek állnak: Ponyboy Curtis (C. Thomas Howell) és idősebb testvérei, Darrel „Darry” (Patrick Swayze) és Sodapop „Soda” (Rob Lowe), valamint Johnny Cade (Ralph Macchio), Dallas „Dally” Winston (Matt Dillon), Keith „Two-Bit” Matthews (Emilio Estevez) és Steve Randle (Tom Cruise). Velük szemben a tehetős polgári családok sarjai, a Socsok (a „Social” rövidítése) sorakoznak fel.
A történet akkor vesz fordulatot, amikor Ponyboy megismerkedik Sherry „Cherry” Valance-szal (Diane Lane), akinek vörös haja miatt ragadt rá a becenév. Cherry megpróbálja bebizonyítani Ponyboynak, hogy nem minden Soc egyforma. Azonban egy heves verekedés során Johnny, Ponyboy legjobb barátja, megöli Bobot, az egyik Socot, ami tovább szítja a két csoport közötti ellenségeskedést.

## Szereplők
| Szerep           | Színész          | 1. Magyar szinkron | 2. Magyar szinkron (Bővített változat) |
| ---------------- | ---------------- | ------------------ | -------------------------------------- |
| Ponyboy Curtis   | C. Thomas Howell | Előd Botond        | Peregovits Dániel                      |
| Dallas Winston   | Matt Dillon      | Kárpáti Levente    | Ágoston Péter                          |
| Johnny Cade      | Ralph Macchio    | Szvetlov Balázs    | Maszlag Bálint                         |
| Darrel Curtis    | Patrick Swayze   | Barát Attila       | Fehér Tibor                            |
| Sodapop Curtis   | Rob Lowe         | Szalay Csongor     | Pál Dániel Máté                        |
| Two-Bit Matthews | Emilio Estevez   | Baráth István      | Rada Bálint                            |
| Steve Randle     | Tom Cruise       | Kováts Dániel      | Baráth István                          |
| Tim Shepard      | Glenn Withrow    | Magyar Bálint      | n.a                                    |
| Cherry Valance   | Diane Lane       | Mezei Kitty        | Kardos Eszter                          |
| Buck Merrill     | Tom Waits        | n.a                | n.a                                    |

Sofia Coppola, a film rendezőjének lánya is kapott a filmben egy kis szerepet, valamint az írónő S. E. Hinton egy ápolónőt alakít. Bár a stáblistában nincsenek feltüntetve, de Michael Peter Balzary (a Red Hot Chili Peppers basszusgitárosa, „Flea”), és Cam Neely (egykori NHL-játékos) is láthatók rivális bandatagok szerepében.

## Forgatás
Timothy Hutton, Sean Penn, Mickey Rourke, Robert Downey Jr., Anthony Michael Hall, Scott Baio és Dennis Quaid is jelentkezett egyes szerepekre, de visszautasították őket.
A filmet az oklahomai Tulsában forgatták. A forgatás 1982. március 29. és május 15. között zajlott. 

## Kritikai visszhang
A Rotten Tomatoes kritika-gyűjtő oldalon a film 52 kritika alapján 71%-os értékelést kapott, 6.3/10-es átlagpontszámmal. 

## Bevétel
A film nyitóhétvégéjén 829 moziban 5 068 165 dollár bevételt hozott, ezzel a második helyen végzett a Spring Break című film mögött. A kívülállók 25 697 647 dollárt hozott az észak-amerikai mozikban.

## Filmzene
Az összes szám szerzője a film zenéjéz Carmine Coppola szerezte, kivéve a “Stay Gold” című számot amit Stevie Wonder szerzett..
| #   | Cím                              | Előadó(k)                      | Hossz |
| --- | -------------------------------- | ------------------------------ | ----- |
| 1.  | Stay Gold                        | Stevie Wonder, Carmine Coppola |       |
| 2.  | Fate Theme                       |                                |       |
| 3.  | Country Suite                    |                                |       |
| 4.  | Cherry Says Goodbye              |                                |       |
| 5.  | Incidental Music 1               |                                |       |
| 6.  | Fight in the Park                |                                |       |
| 7.  | Bob is Dead                      |                                |       |
| 8.  | Deserted Church Suite            |                                |       |
| 9.  | Sunrise                          |                                |       |
| 10. | Fire at the Church               |                                |       |
| 11. | Incidental Music 2               |                                |       |
| 12. | Rumble Variation / Dallas’ Death |                                |       |
| 13. | Brothers Together                |                                |       |
| 14. | Rumble                           |                                |       |
| 15. | Stay Gold (alternate)            | Stevie Wonder                  |       |
| 16. | The Outside In                   | Bill Hughes                    |       |
| 17. | Stay Gold                        | Bill Hughes                    |       |

## Fordítás
- Ez a szócikk részben vagy egészben  a   The Outsiders (film) című angol Wikipédia-szócikk fordításán alapul.  Az eredeti cikk szerkesztőit annak laptörténete sorolja fel. Ez a jelzés csupán a megfogalmazás eredetét és a szerzői jogokat jelzi, nem szolgál a cikkben szereplő információk forrásmegjelöléseként.